# Omastiná
Omastiná (Hongaars: Csermely) is een Slowaakse gemeente in de regio Trenčín, en maakt deel uit van het district Bánovce nad Bebravou.
Omastiná telt 35 inwoners.